# CD FILE 飯島真理
『CD FILE 飯島真理』（シーディ・ファイル いいじままり）は、1989年3月21日に発売された飯島真理のベスト・アルバム。

## 解説
- 飯島真理のビクター所属時代のシングルA・B面曲全10曲を収録したベスト・アルバム「CD FILE」シリーズの作品。
- 「CD FILE」シリーズ共通の特徴として、レコード発売時のジャケット写真と歌詞カードを再現、CDサイズに縮小されてライナーノーツとして封入されている。
- 「夢色のスプーン」「愛・おぼえていますか」「1グラムの幸福」の3枚についてはレコード発売時はジャケットが2つ折りになっており写真または絵がもう1枚付属していた。本アルバムには付属していた写真・絵は再現されていない。

## 収録曲
1. 夢色のスプーン
作詞：松本隆　作曲：筒美京平　編曲：川村栄二
  - 1枚目のシングルA面曲。アニメ『スプーンおばさん』オープニング曲。
2. リンゴの森の子猫たち
作詞：松本隆　作曲：筒美京平　編曲：川村栄二
  - 「夢色のスプーン」B面曲。アニメ『スプーンおばさん』エンディング曲。『みんなのうた』でも放送された。
3. きっと言える
作詞・作曲：飯島真理　編曲：坂本龍一
  - 2枚目のシングルA面曲。アルバム『Rosé』からのシングルカット。
  - 飯島の歌手キャリアはアルバム『Rosé』のリリースからスタートしている[2]ので、公式にはこの曲がデビュー曲となる。
4. ひみつの扉
作詞・作曲：飯島真理　編曲：坂本龍一
  - 「きっと言える」B面曲。アルバム『Rosé』からのシングルカット。
5. 愛・おぼえていますか
作詞：安井かずみ　作曲：加藤和彦　編曲：清水信之
  - 3枚目のシングルA面曲。映画『超時空要塞マクロス 愛・おぼえていますか』主題歌。
6. 天使の絵の具
作詞・作曲：飯島真理　編曲：清水信之
  - 「愛・おぼえていますか」B面曲。映画『超時空要塞マクロス 愛・おぼえていますか』挿入歌。
7. 1グラムの幸福
作詞：松本隆　作曲：飯島真理　編曲：清水信之
  - 4枚目のシングルA面曲。『わくわく動物ランド』エンディングテーマ。
8. いつものパーティー
作詞・作曲：飯島真理　編曲：清水信之
  - 「1グラムの幸福」B面曲。杉真理とのデュエット曲[3]。
9. セシールの雨傘
作詞：松本隆　作曲：飯島真理　編曲：清水信之
  - 5枚目のシングルA面曲。
10. フォトグラフ
作詞・作曲：飯島真理　編曲：清水信之
  - 「セシールの雨傘」B面曲。住友生命保険「ヤングベストII」コマーシャルソング。